# 出雲安麻呂
出雲 安麻呂（いずも の やすまろ、天武天皇14年（685年）- 没年不明）は、奈良時代前期の豪族。山背国愛宕郡（おたぎぐん）出雲郷雲下里の人。姓は臣。位階は大初位下。長屋王・吉備内親王の資人として長屋王邸で勤務していたことで知られている。

## 経歴
1988年（昭和62年）出土の長屋王家木簡によると、無位で年齡は29歳。山背国乙當郡（おたぎ）郡の人で、「上日（勤務日）日三百廿、夕一百八十五」とある。つまり、一年の日中は320日、うち夕方は185日働きづめであったことが分かる。下記の史料より、この時、和銅6年（713年）であることが分かる。
神亀3年（726年）の「山背国愛宕郡雲下里計帳」によると、戸主の大初位上出雲臣筆の男と見え、大初位下で42歳。眉にほくろがあり、北宮の帳内（とねり）であったという。北宮は長屋王の妃である吉備内親王の宮とされており、長屋王邸宅跡から出土した木簡には、「内親王御所」・「□備内親王」・「北宮」と書かれたものもあるため、「北宮」＝長屋王宅の可能性が高くなっている。すなわち、安麻呂は十数年以上、長屋王及びその妃である吉備内親王に仕えていたことがわかる。
神亀6年（729年）2月の長屋王の変以降の消息は不明。

## 官歴
- 和銅6年（713年）：見無位（『長屋王邸出土木簡』による）
- 神亀3年（726年）：見大初位下・北宮帳内（「山背国愛宕郡雲下里計帳」による）